# 멜리네
멜리네(Meline)는 그리스 신화에서 테스피오스와 메가메데의 딸이다. 그는 헤라클레스와의 사이에서 아들 라오메돈을 낳았다. 

## 신화
키타이로니아 사자가 테스피우스의 소를 괴롭힐 때, 테스피우스는 헤라클레스에게 사자를 죽여달라고 요청했다. 제우스의 아들은 50일 동안 그것을 사냥한 끝에 마침내 그 짐승을 죽였다. 테스피아 왕은 그 기간 동안 화려한 방식으로 그를 손님으로 맞이하여 헤라클레스를 술에 취하게 만들고 자신도 모르게 멜리네를 포함한 그의 50명의 딸들과 잠을 잤다. 테스피우스는 그의 모든 딸들이 헤라클레스의 아이를 낳기를 강력히 원했기 때문에 이런 일이 일어나도록 의도했다. 신화의 또 다른 버전에서 후자는 멜린과 그녀의 형제자매들과 일주일 동안 성관계를 가졌으며 매일 밤 7명이 헤라클레스와 잠자리를 같이 했다.
일부 기록에 따르면 헤라클레스는 멜리네와 그녀의 자매들과 하룻밤을 함께 지냈다고 한다. 단 한 명만 안테아가 그와 관계를 맺기를 거부했을 것으로 추정된다. 영웅은 자신이 모욕을 당했다고 생각하여 그녀를 정죄하여 평생 처녀로 남아 자신의 제사장으로 섬겼다.